# نيل ستايسي
نيل ستايسي (بالإنجليزية: Neil Stacey)‏ هو سياسي أسترالي، ولد في 5 يونيو 1934. انتخب عضو المجلس التشريعي الفيكتوري.